# برايان هيغينز
برايان هيغينز (بالإنجليزية: Brian Higgins)‏ هو سياسي أمريكي، ولد في 6 أكتوبر 1959 في بوفالو في الولايات المتحدة. حزبياً، نشط في الحزب الديمقراطي.

## مناصب
- في انتخابات مجلس النواب الأمريكي 2004 [الإنجليزية]‏، انتخب عضو مجلس النواب الأمريكي عن دائرة New York's 27th congressional district [الإنجليزية]‏ وقد انضم خلال فترته النيابية [الإنجليزية]‏ (4 يناير 2005 – 3 يناير 2007) للكتلة البرلمانية الحزب الديمقراطي.
- في انتخابات مجلس النواب الأمريكي 2006 [الإنجليزية]‏، انتخب عضو مجلس النواب الأمريكي عن دائرة New York's 27th congressional district [الإنجليزية]‏ وقد انضم خلال فترته النيابية [الإنجليزية]‏ (4 يناير 2007 – 3 يناير 2009) للكتلة البرلمانية الحزب الديمقراطي.
- في انتخابات مجلس النواب الأمريكي 2008 [الإنجليزية]‏، انتخب عضو مجلس النواب الأمريكي عن دائرة New York's 27th congressional district [الإنجليزية]‏ وقد انضم خلال فترته النيابية [الإنجليزية]‏ (6 يناير 2009 – 3 يناير 2011) للكتلة البرلمانية الحزب الديمقراطي.
- في انتخابات مجلس النواب الأمريكي 2010 [الإنجليزية]‏، انتخب عضو مجلس النواب الأمريكي عن دائرة New York's 27th congressional district [الإنجليزية]‏ وقد انضم خلال فترته النيابية [الإنجليزية]‏ (5 يناير 2011 – 3 يناير 2013) للكتلة البرلمانية الحزب الديمقراطي.
- في انتخابات مجلس النواب الأمريكي 2012، انتخب عضو مجلس النواب الأمريكي عن دائرة الدائرة الانتخابية السادسة والعشرون لنيويورك [الإنجليزية]‏ وقد انضم خلال فترته النيابية (3 يناير 2013 – 3 يناير 2015) للكتلة البرلمانية الحزب الديمقراطي.
- في انتخابات مجلس النواب الأمريكي 2014 [الإنجليزية]‏، انتخب عضو مجلس النواب الأمريكي عن دائرة الدائرة الانتخابية السادسة والعشرون لنيويورك [الإنجليزية]‏ وقد انضم خلال فترته النيابية [الإنجليزية]‏ (6 يناير 2015 – 3 يناير 2017) للكتلة البرلمانية الحزب الديمقراطي.
- في انتخابات مجلس النواب الأمريكي 2016، انتخب عضو مجلس النواب الأمريكي عن دائرة الدائرة الانتخابية السادسة والعشرون لنيويورك [الإنجليزية]‏ وقد انضم خلال فترته النيابية [الإنجليزية]‏ (3 يناير 2017 – 3 يناير 2019) للكتلة البرلمانية الحزب الديمقراطي.
- انتخب عضو المجلس المحلي [الإنجليزية]‏ (1988 – 1994).
- انتخب عضو جمعية ولاية نيويورك (1999 – 2004).
- انتخب عضو مجلس النواب الأمريكي.

## وصلات خارجية
- الموقع الرسمي